# 校園特務
《校園特務》（M.I. High）是一部由英國廣播公司（BBC）所製播的兒童諜報冒險影集。由英國獨立製作公司Kudos所製作。《校園特務》以HD的形式拍攝，並在CBBC台及BBC One台和BBC Two台上播出。校園特務也在BBC HD台上播出。並在澳洲的ABC3電視台上播出。